# Heteroclinus marmoratus
Heteroclinus marmoratus är en fiskart som först beskrevs av Carl Benjamin Klunzinger 1872.  Heteroclinus marmoratus ingår i släktet Heteroclinus och familjen Clinidae. Inga underarter finns listade i Catalogue of Life.